# اندرو روتنبرگ
اندرو روتنبرگ (انگلیسی: Andrew Rothenberg؛ زادهٔ ۲۶ ژانویهٔ ۱۹۶۹) یک هنرپیشه اهل ایالات متحده آمریکا است. وی از سال ۱۹۹۳ میلادی تاکنون مشغول فعالیت بوده‌است.
از فیلم‌های معروف او می‌توان به فیلم تاکسی شیکاگو اشاره کرد.